# Marey-lès-Fussey
Marey-lès-Fussey ist eine französische Gemeinde mit 84 Einwohnern (Stand 1. Januar 2022) im Département Côte-d’Or in der Region Bourgogne-Franche-Comté.  Sie gehört zum Kanton Nuits-Saint-Georges und zum Arrondissement Beaune. 
Sie grenzt im Norden an Arcenant, im Nordosten an Meuilley, im Südosten an Villers-la-Faye, im Südwesten an Échevronne und im Osten an Fussey.

## Bevölkerungsentwicklung
| Jahr                       | 1962 | 1968 | 1975 | 1982 | 1990 | 1999 | 2008 | 2015 |
| -------------------------- | ---- | ---- | ---- | ---- | ---- | ---- | ---- | ---- |
| Einwohner                  | 64   | 59   | 58   | 61   | 76   | 81   | 69   | 58   |
| Quellen: Cassini und INSEE |      |      |      |      |      |      |      |      |

## Sehenswürdigkeiten
- Kirche Saint-Barthélemy

## Weinbau
Die Weinreben in Marey-lès-Fussey sind Teil des Weinbaugebietes Bourgogne.

## Weblinks

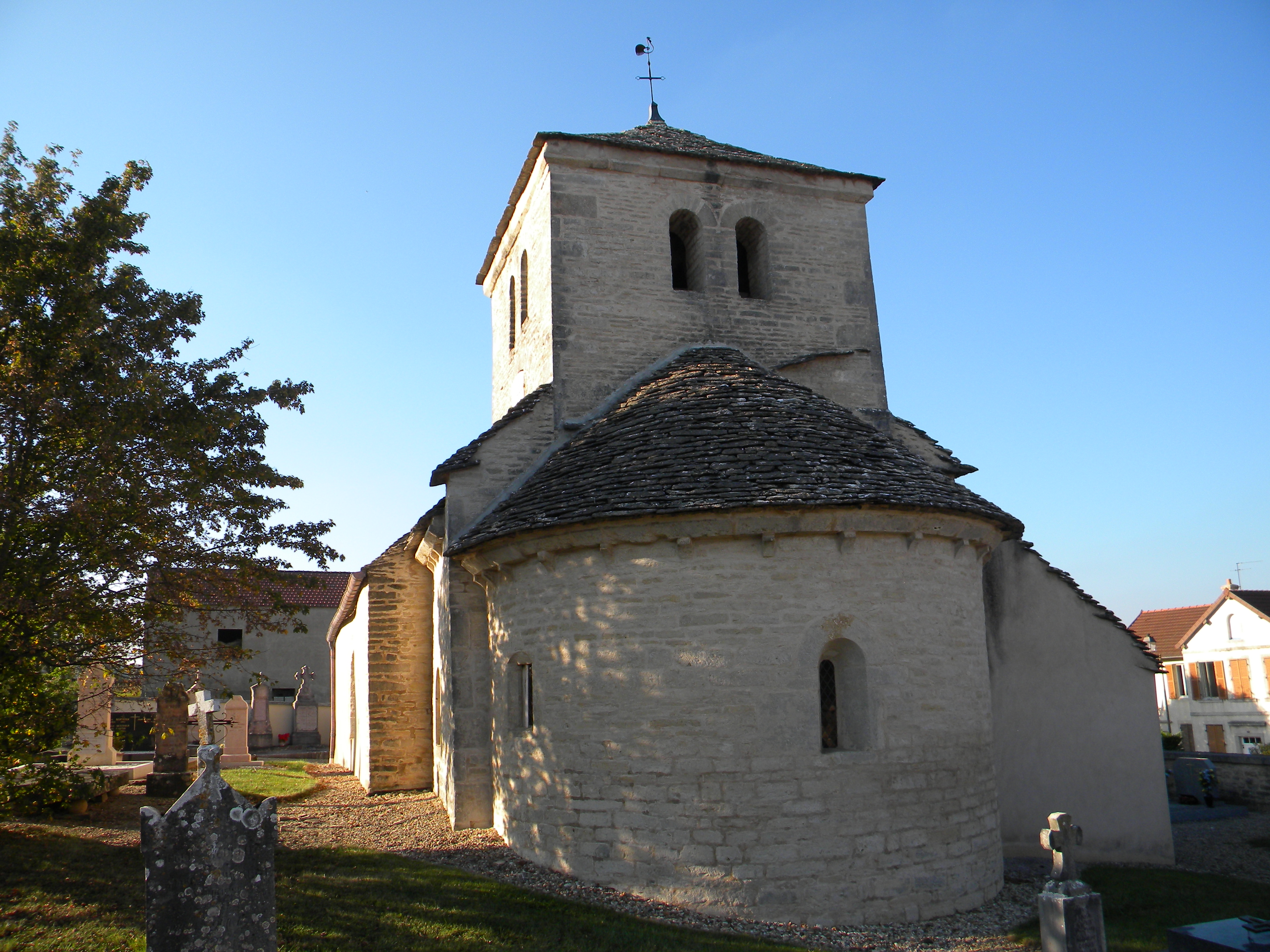
Kirche Saint-Barthélemy